# Eurotettix minor
Eurotettix minor är en insektsart som beskrevs av Bruner, L. 1906. Eurotettix minor ingår i släktet Eurotettix och familjen gräshoppor. Inga underarter finns listade i Catalogue of Life.